# Denyse Julien
Denyse Alice Julien (Rouyn-Noranda, 22 de julio de 1960) es una deportista canadiense que compitió en bádminton, en las modalidades individual, dobles y dobles mixto. Ganó ocho medallas en los Juegos Panamericanos entre los años 1995 y 2003.

## Palmarés internacional
| Juegos Panamericanos | Juegos Panamericanos            | Juegos Panamericanos | Juegos Panamericanos |
| Año                  | Lugar                           | Medalla              | Prueba               |
| -------------------- | ------------------------------- | -------------------- | -------------------- |
| 1995                 | Mar del Plata (Argentina)       | Medalla de oro       | Individual           |
| 1995                 | Mar del Plata (Argentina)       | Medalla de oro       | Dobles               |
| 1995                 | Mar del Plata (Argentina)       | Medalla de oro       | Dobles mixto         |
| 1999                 | Winnipeg (Canadá)               | Medalla de oro       | Dobles mixto         |
| 1999                 | Winnipeg (Canadá)               | Medalla de plata     | Dobles               |
| 1999                 | Winnipeg (Canadá)               | Medalla de bronce    | Individual           |
| 2003                 | Santo Domingo (Rep. Dominicana) | Medalla de oro       | Dobles mixto         |
| 2003                 | Santo Domingo (Rep. Dominicana) | Medalla de plata     | Dobles               |